# CIE classe 501
La classe 501 est une famille de locomotives diesel-mécanique de la Córas Iompair Éireann (chemins de fer irlandais), utilisées sur les lignes à voie étroite (3 pieds) sur les lignes des West Clare de la CIE. Les locomotives sont utilisées jusqu'à la fermeture de la ligne en 1961. Elles seront vendues à la ferraille en 1968 ; aucun modèle ne survit.

## Détails techniques
Ces locomotives sont contrôlées à partir d'une cabine centrale. Elles avaient deux moteurs Gardner de 224 cv (se situant une sous chaque boîtier de fin) en passant par une boîte de couplage fluide et une boîte de vitesses Wilson sur l'axe intérieur du bogie opposée, passant à travers une boîte de spirale-conique inverse et une boîte d'engrenage réducteur.